# اوشاس

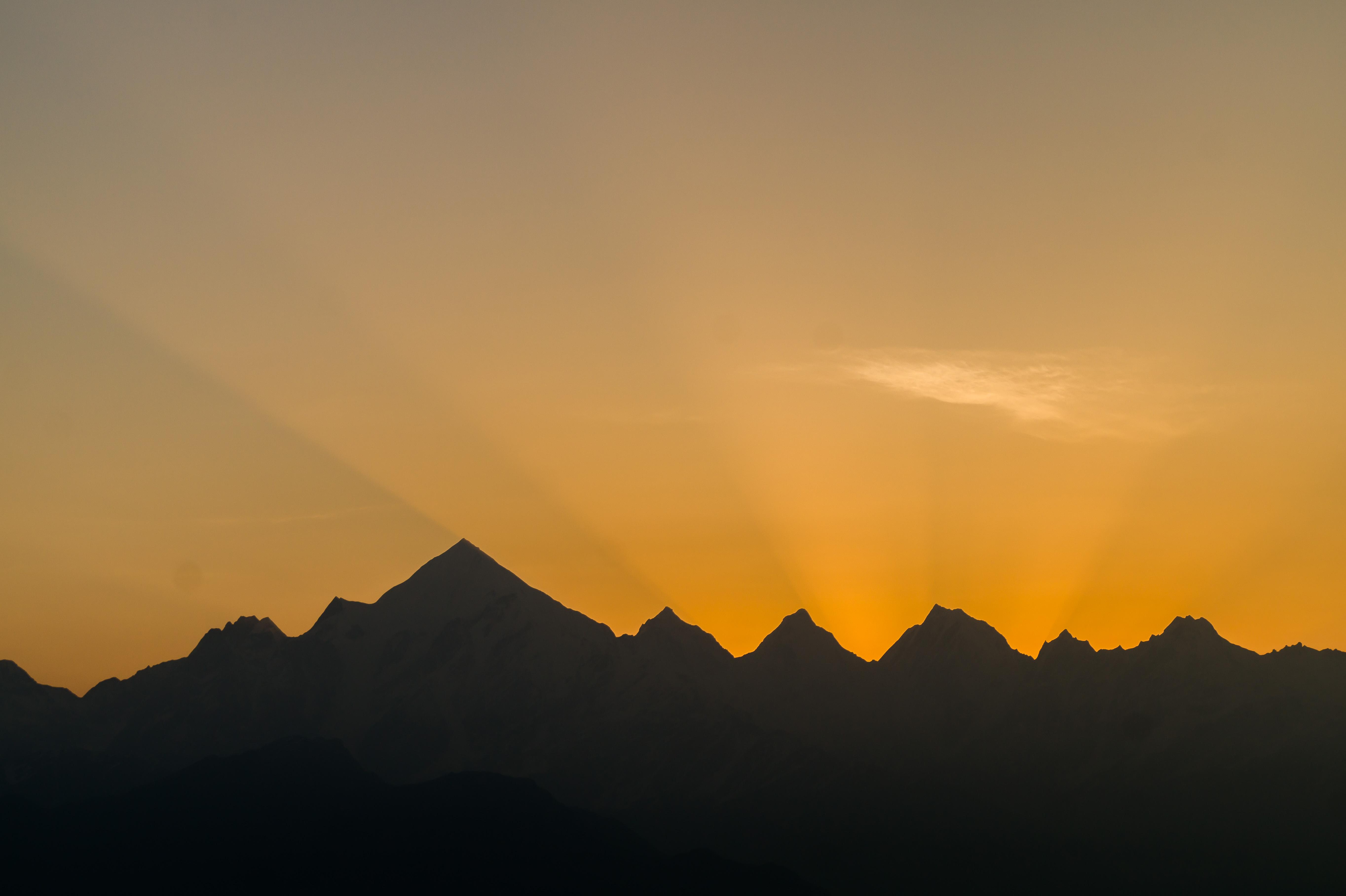
Ushas شخصیت ودایی سپیده دم است. بالا: طلوع خورشید در کوه‌های پانچولی، اوتاراکند، هند

اوشاس (उषस्) یک الهه ودایی سپیده دم در هندوئیسم است. دیوید کینزلی می‌گوید که او بارها در سرودهای ریگ ودیک ظاهر می‌شود، جایی که او "به‌طور پیوسته با سپیده دم شناسایی می‌شود، خود را با آمدن روزانه نور به جهان آشکار می‌کند، تاریکی ظالم را رانده می‌کند، شیاطین شیطانی را بدرقه می‌کند، همه زندگی را بیدار می‌کند، همه چیز را تنظیم می‌کند. در حرکت، همه را برای انجام وظایف خود می‌فرستد». او زندگی همه موجودات زنده، محرک عمل و نفس، دشمن هرج و مرج و سردرگمی، برانگیخته فرخنده نظم کیهانی و اخلاقی است که در هندوئیسم ارته نامیده می‌شود.